# Alberto Monroy (ricercatore)
Alberto Monroy (Palermo, 26 luglio 1913 – Woods Hole, 25 agosto 1986) è stato un medico, biologo, biochimico e ricercatore italiano, noto per essere stato uno dei pionieri della biologia molecolare, disciplina che, nel secondo dopoguerra, promosse con l'istituzione delle scuole di Palermo e Napoli.

## Biografia
Nato in una nobile famiglia siciliana di ascendenza spagnola, i Monroy, studiò medicina all’Università degli Studi di Palermo. Si laureò nel 1937 con una tesi dal titolo Contributi alla conoscenza della meccanica dello sviluppo del midollo spinale. Ricerche sperimentali in «Discoglossus pictus». Fu docente di anatomia comparata e, successivamente, preside della facoltà di scienze matematiche, fisiche e naturali dell'Università di Palermo.
Per oltre dieci anni diresse l'Istituto di biologia molecolare da lui fondato e oggi a lui intitolato.
Fondò a Napoli il Laboratorio di embriologia molecolare del C.N.R. e diresse la Stazione zoologica Anton Dohrn di Napoli.
Nel 1955 si recò negli Stati Uniti presso il Marine Biological Laboratory di Woods Hole, grazie ad una borsa di studio Fulbright.
Dalla fine degli anni sessanta cominciò a passare regolarmente lunghi periodi di lavoro negli USA, dove morì nel 1986.
Dalla moglie Anna ha avuto tre figlie: Gabriella, Valentina e Beatrice Monroy.

## L'impegno politico
Nel 1975 fu eletto consigliere comunale di Napoli da indipendente nelle liste del Partito comunista italiano (PCI). Sì dimise nel 1978 ma ottenne la tessera del partito.